# Invasión (miniserie)
Invasión (título original: Invasion) es una miniserie de ciencia ficción estadounidense de 1997 dirigida por Armand Mastroianni y protagonizada por Luke Perry, Kim Cattrall y Rebecca Gayheart. Está basada en la novela homónima de Robin Cook.

## Argumento
Una invasión extraterrestre a la tierra convierte a todos los humanos en alienígenas mediante pequeñas rocas que caen del cielo para transformarlos. Infiltran un polvo cósmico espumoso que cuando toca el cuerpo humano activa un virus latente mutándolos en aliens.
Las colmenas alienígenas, que se crean de esa manera, están luego absolutamente dedicadas a la transformación de todos los restantes seres humanos en la Tierra, cosa que hacen con una rapidez alarmante. Sin embargo esta especie no cuenta con que exista por ello un pequeño grupo de resistencia que se niega a aceptar la extinción de la raza humana. Esta pequeña rebelión investiga entonces y logra diseñar un anticuerpo para revertir los efectos del virus y de esta forma ser inmune a los efectos. Minetras tanto la ocupación extraterrestre pone en peligro la existencia humana, pero los supervivientes intentarán aun así terminar con esta catástrofe mundial.

## Reparto
| Actor            | Personaje              |
| ---------------- | ---------------------- |
| Luke Perry       | Beau Stark             |
| Kim Cattrall     | Dr. Sheila Moran       |
| Rebecca Gayheart | Cassy Winslow          |
| Christopher Orr  | Pitt Henderson         |
| Jon Polito       | Detective Kemper       |
| Jason Schombing  | Asistente de Detective |
| Neal McDonough   | Randy North            |
| Rosanna DeSoto   | Nancy Ochoa            |

## Producción
La miniserie fue filmada en Phoenix, Arizona.

## Recepción
Hoy en día la miniserie ha sido valorada en portales cinematográficos. En IMDb, por ejemplo, con aproximadamente 1200 votos registrados, la miniserie obtiene una media ponderada de 5,5 sobre 10. También cabe mencionar, que en La Vanguardia el 55 % de los usuarios registrados en ese periódico la dan una valoración positiva.